# Ants Pärna
Ants Pärna (Alatskivi, 16 de agosto de 1935 - Tallinn, 31 de dezembro de 2014) foi um historiador e poeta marítimo da Estónia.
Em 1969 graduou-se em História pela Universidade de Tartu.
De 1961 a 1998 foi chefe do Museu Marítimo da Estónia.